# عملات الليو الروماني
صدرت عملات الليو الروماني منذ إدخال الليو الروماني في عام 1867.

## أول ليو
في عام 1867، صدرت عملات نحاسية من فئة 1، 2، 5، و10 باني، ثم سُكت عملات ذهبية من فئة 20 ليو (المعروفة باسم بولي نسبةً إلى نابليون الفرنسي) لأول مرة في العام التالي. تبعتها، بين عامي 1870 و1873، عملات فضية من فئة 50 باني، 1، 2 ليو. وأُضيفت عملات فضية من فئة 5 ليو في عام 1880. وبشكلٍ فريد، استخدم إصدار عام 1867 تهجئة 1 بانو بدلاً من 1 بان.
طُرحت في عام 1900، عملات نحاسية من فئة 5، 10 و20 باني، تلتها عملات مثقوبة عام 1905. توقف إنتاج العملات عام 1914، ليُستأنف عام 1921 بقطع من الألومنيوم من فئة 25 و50 باني. طُرحت عملات نحاسية من فئة 1 و2 ليو عام 1924، تلتها عملات نحاسية من فئة 5، 10 و20 ليو عام 1930. في عام 1932، طُرحت عملات فضية من فئة 100 ليو. إلا أن التضخم أدى إلى إصدار عملات فضية أصغر من فئة 250 ليو عام 1935، ثم عملات من فئة 100 ليو عام 1936، ثم عملات من فئة 50 ليو عام 1937.
في عامي 1941 و1942، طُرحت عملات الزنك من فئات 2، 5 و20 ليو، بالإضافة إلى عملات فضية من 200 و500 ليو. وفي عام 1943، طُرحت عملات من الفولاذ المغطى بالنيكل من فئة 100 ليو، ثم صدرت عملات من النحاس الأصفر من فئة 200 و500 ليو عام 1945. طُرحت في عامي 1946 و1947، عملات جديدة من الألومنيوم من فئة 500 ليو، والنحاس الأصفر من فئة 2000 و100,000 ليو، والفضة من فئة 25,000 و100,000 ليو.

### الملك كارول الأول
| العملات الأولى من الليو – سلسلة 1867 | العملات الأولى من الليو – سلسلة 1867 | العملات الأولى من الليو – سلسلة 1867 | العملات الأولى من الليو – سلسلة 1867 | العملات الأولى من الليو – سلسلة 1867 | العملات الأولى من الليو – سلسلة 1867 | العملات الأولى من الليو – سلسلة 1867 | العملات الأولى من الليو – سلسلة 1867 | العملات الأولى من الليو – سلسلة 1867 | العملات الأولى من الليو – سلسلة 1867 | العملات الأولى من الليو – سلسلة 1867 |
| صورة                                 | القيمة                               | المعايير التقنية                     | المعايير التقنية                     | المعايير التقنية                     | الوصف                                | الوصف                                | الوصف                                | تاريخ                                | تاريخ                                | تاريخ                                |
| صورة                                 | القيمة                               | القطر                                | الكتلة                               | التركيب                              | الحافة                               | الوجه الأمامي                        | الوجه الخلفي                         | أول سك                               | السحب من التداول                     | المدة                                |
| ------------------------------------ | ------------------------------------ | ------------------------------------ | ------------------------------------ | ------------------------------------ | ------------------------------------ | ------------------------------------ | ------------------------------------ | ------------------------------------ | ------------------------------------ | ------------------------------------ |
|                                      | 1 بانو                               | 15 مم                                |                                      | نحاس                                 |                                      | القيمة، إكليل، سنة السك              | شعار النبالة                         | 1867                                 |                                      |                                      |
|                                      | 2 باني                               | 20 مم                                |                                      | نحاس                                 |                                      | القيمة، إكليل، سنة السك              | شعار النبالة                         | 1867                                 |                                      |                                      |
|                                      | 5 باني                               | 25 مم                                |                                      | نحاس                                 |                                      | القيمة، إكليل، سنة السك              | شعار النبالة                         | 1867                                 |                                      |                                      |
|                                      | 10 باني                              | 30 مم                                |                                      | نحاس                                 |                                      | القيمة، إكليل، سنة السك              | شعار النبالة                         | 1867                                 |                                      |                                      |

| العملات الأولى من الليو – سلسلة 1872–1873 | العملات الأولى من الليو – سلسلة 1872–1873 | العملات الأولى من الليو – سلسلة 1872–1873 | العملات الأولى من الليو – سلسلة 1872–1873 | العملات الأولى من الليو – سلسلة 1872–1873 | العملات الأولى من الليو – سلسلة 1872–1873 | العملات الأولى من الليو – سلسلة 1872–1873 | العملات الأولى من الليو – سلسلة 1872–1873               | العملات الأولى من الليو – سلسلة 1872–1873 | العملات الأولى من الليو – سلسلة 1872–1873 | العملات الأولى من الليو – سلسلة 1872–1873 |
| صورة                                      | القيمة                                    | المعايير التقنية                          | المعايير التقنية                          | المعايير التقنية                          | الوصف                                     | الوصف                                     | الوصف                                                   | تاريخ                                     | تاريخ                                     | تاريخ                                     |
| صورة                                      | القيمة                                    | القطر                                     | الكتلة                                    | التركيب                                   | الحافة                                    | الوجه الأمامي                             | الوجه الخلفي                                            | أول سك                                    | السحب من التداول                          | المدة                                     |
| ----------------------------------------- | ----------------------------------------- | ----------------------------------------- | ----------------------------------------- | ----------------------------------------- | ----------------------------------------- | ----------------------------------------- | ------------------------------------------------------- | ----------------------------------------- | ----------------------------------------- | ----------------------------------------- |
|                                           | 50 باني                                   | 18 مم                                     | 2.5 غ                                     |                                           |                                           | تاج فوق التاريخ داخل إكليل                | القيمة فوق زخارف نباتية                                 | 1873                                      |                                           |                                           |
|                                           | 1 ليو                                     | 23 مم                                     | 5 غ                                       | فضة                                       |                                           | القيمة، إكليل، سنة السك                   | "CAROL I DOMNUL ROMANIEI" ("كارول الأول، أمير رومانيا") | 1870                                      |                                           | 19 ديسمبر 1931                            |
|                                           | 2 ليو                                     | 27 مم                                     | 10 غ                                      | فضة                                       |                                           | القيمة، إكليل، "ROMANIA"                  | شعار النبالة، سنة السك                                  | 1872                                      |                                           | 19 ديسمبر 1931                            |

| العملات الأولى من الليو – سلسلة 1880 | العملات الأولى من الليو – سلسلة 1880 | العملات الأولى من الليو – سلسلة 1880 | العملات الأولى من الليو – سلسلة 1880 | العملات الأولى من الليو – سلسلة 1880 | العملات الأولى من الليو – سلسلة 1880 | العملات الأولى من الليو – سلسلة 1880      | العملات الأولى من الليو – سلسلة 1880                    | العملات الأولى من الليو – سلسلة 1880 | العملات الأولى من الليو – سلسلة 1880 | العملات الأولى من الليو – سلسلة 1880 |
| صورة                                 | القيمة                               | المعايير التقنية                     | المعايير التقنية                     | المعايير التقنية                     | الوصف                                | الوصف                                     | الوصف                                                   | التاريخ                              | التاريخ                              | التاريخ                              |
| صورة                                 | القيمة                               | القطر                                | الكتلة                               | التركيب                              | الحافة                               | الوجه الأمامي                             | الوجه الخلفي                                            | أول سك                               | السحب من التداول                     | المدة                                |
| ------------------------------------ | ------------------------------------ | ------------------------------------ | ------------------------------------ | ------------------------------------ | ------------------------------------ | ----------------------------------------- | ------------------------------------------------------- | ------------------------------------ | ------------------------------------ | ------------------------------------ |
|                                      | 2 باني                               | 20 مم                                |                                      | نحاس                                 |                                      | القيمة، سنة السك، "ROMANIA"، شعار النبالة | "CAROL I DOMNUL ROMANIEI" ("كارول الأول، أمير رومانيا") | 1880                                 |                                      |                                      |

| العملات الأولى من الليو – سلسلة 1884 | العملات الأولى من الليو – سلسلة 1884 | العملات الأولى من الليو – سلسلة 1884 | العملات الأولى من الليو – سلسلة 1884 | العملات الأولى من الليو – سلسلة 1884 | العملات الأولى من الليو – سلسلة 1884 | العملات الأولى من الليو – سلسلة 1884      | العملات الأولى من الليو – سلسلة 1884                    | العملات الأولى من الليو – سلسلة 1884 | العملات الأولى من الليو – سلسلة 1884 | العملات الأولى من الليو – سلسلة 1884 |
| صورة                                 | القيمة                               | المعايير التقنية                     | المعايير التقنية                     | المعايير التقنية                     | الوصف                                | الوصف                                     | الوصف                                                   | التاريخ                              | التاريخ                              | التاريخ                              |
| صورة                                 | القيمة                               | القطر                                | الكتلة                               | التركيب                              | الحافة                               | الوجه الأمامي                             | الوجه الخلفي                                            | أول سك                               | السحب من التداول                     | المدة                                |
| ------------------------------------ | ------------------------------------ | ------------------------------------ | ------------------------------------ | ------------------------------------ | ------------------------------------ | ----------------------------------------- | ------------------------------------------------------- | ------------------------------------ | ------------------------------------ | ------------------------------------ |
|                                      | 5 باني                               | 25 مم                                |                                      | نحاس                                 |                                      | القيمة، سنة السك، "ROMANIA"، شعار النبالة | "CAROL I REGE AL ROMANIEI" ("كارول الأول، ملك رومانيا") | 1882                                 |                                      |                                      |
|                                      | 2 باني                               | 25 مم                                |                                      | نحاس                                 |                                      | القيمة، سنة السك، "ROMANIA"، شعار النبالة | "CAROL I REGE AL ROMANIEI" ("كارول الأول، ملك رومانيا") | 1882                                 |                                      |                                      |

| العملات الأولى من الليو – سلسلة 1900                                                         | العملات الأولى من الليو – سلسلة 1900 | العملات الأولى من الليو – سلسلة 1900 | العملات الأولى من الليو – سلسلة 1900 | العملات الأولى من الليو – سلسلة 1900 | العملات الأولى من الليو – سلسلة 1900 | العملات الأولى من الليو – سلسلة 1900      | العملات الأولى من الليو – سلسلة 1900                    | العملات الأولى من الليو – سلسلة 1900 | العملات الأولى من الليو – سلسلة 1900 | العملات الأولى من الليو – سلسلة 1900 |
| صورة                                                                                         | القيمة                               | المعايير التقنية                     | المعايير التقنية                     | المعايير التقنية                     | الوصف                                | الوصف                                     | الوصف                                                   | التاريخ                              | التاريخ                              | التاريخ                              |
| صورة                                                                                         | القيمة                               | القطر                                | الكتلة                               | التركيب                              | الحافة                               | الوجه الأمامي                             | الوجه الخلفي                                            | أول سك                               | السحب من التداول                     | المدة                                |
| -------------------------------------------------------------------------------------------- | ------------------------------------ | ------------------------------------ | ------------------------------------ | ------------------------------------ | ------------------------------------ | ----------------------------------------- | ------------------------------------------------------- | ------------------------------------ | ------------------------------------ | ------------------------------------ |
|                                                                                              | 1 بانو                               | 15 مم                                | 1 غ                                  | نحاس 95%، قصدير 4%، زنك 1%           | ملساء                                | القيمة، سنة السك، "ROMANIA"، شعار النبالة | "CAROL I REGE AL ROMANIEI" ("كارول الأول، ملك رومانيا") | 1900                                 |                                      |                                      |
|                                                                                              | 2 باني                               | 20 مم                                | 2 غ                                  | نحاس 95%، قصدير 4%، زنك 1%           | ملساء                                | القيمة، سنة السك، "ROMANIA"، شعار النبالة | "CAROL I REGE AL ROMANIEI" ("كارول الأول، ملك رومانيا") | 1900                                 |                                      |                                      |
|                                                                                              | 5 باني                               | 19 مم                                | 3.5 غ                                | نحاس 75%، نيكل 25%                   |                                      | "ROMANIA"، القيمة                         | تاج من الفولاذ، إكليل، سنة السك                         | 1900                                 |                                      |                                      |
|                                                                                              | 10 باني                              | 22 مم                                | 4.5 غ                                | نحاس 75%، نيكل 25%                   |                                      | "ROMANIA"، القيمة                         | تاج من الفولاذ، إكليل، سنة السك                         | 1900                                 |                                      |                                      |
|                                                                                              | 20 باني                              | 25 مم                                | 7 غ                                  | نحاس 75%، نيكل 25%                   |                                      | "ROMANIA"، القيمة                         | تاج من الفولاذ، إكليل، سنة السك                         | 1900                                 |                                      |                                      |
|                                                                                              | 50 باني                              | 25 مم                                | 2.5 غ                                | فضة 83.5%                            | مشرشرة                               | القيمة، سنة السك                          | "CAROL I REGE AL ROMANIEI" ("كارول الأول، ملك رومانيا") | 1884                                 |                                      | 19 ديسمبر 1931                       |
| هذه الصور هي بمقياس 2.5 بكسل لكل ملم. For table standards, see the coin specification table. |                                      |                                      |                                      |                                      |                                      |                                           |                                                         |                                      |                                      |                                      |

| العملات الأولى من الليو – سلسلة 1905                                                         | العملات الأولى من الليو – سلسلة 1905 | العملات الأولى من الليو – سلسلة 1905 | العملات الأولى من الليو – سلسلة 1905 | العملات الأولى من الليو – سلسلة 1905 | العملات الأولى من الليو – سلسلة 1905 | العملات الأولى من الليو – سلسلة 1905                                         | العملات الأولى من الليو – سلسلة 1905                                               | العملات الأولى من الليو – سلسلة 1905 | العملات الأولى من الليو – سلسلة 1905 | العملات الأولى من الليو – سلسلة 1905 |
| صورة                                                                                         | القيمة                               | المعايير التقنية                     | المعايير التقنية                     | المعايير التقنية                     | الوصف                                | الوصف                                                                        | الوصف                                                                              | التاريخ                              | التاريخ                              | التاريخ                              |
| صورة                                                                                         | القيمة                               | القطر                                | الكتلة                               | التركيب                              | الحافة                               | الوجه الأمامي                                                                | الوجه الخلفي                                                                       | أول سك                               | السحب من التداول                     | المدة                                |
| -------------------------------------------------------------------------------------------- | ------------------------------------ | ------------------------------------ | ------------------------------------ | ------------------------------------ | ------------------------------------ | ---------------------------------------------------------------------------- | ---------------------------------------------------------------------------------- | ------------------------------------ | ------------------------------------ | ------------------------------------ |
|                                                                                              | 5 باني                               | 19 مم                                | 2.5 غ                                | نحاس 75%، نيكل 25%                   | ملساء                                | القيمة، سنة السك، وردتان                                                     | التاج الملكي، اسم الدولة على شريط                                                  | 1905                                 |                                      |                                      |
|                                                                                              | 10 باني                              | 22 مم                                | 4 غ                                  | نحاس 75%، نيكل 25%                   | ملساء                                | القيمة، سنة السك، وردتان                                                     | التاج الملكي، اسم الدولة على شريط                                                  | 1905                                 |                                      |                                      |
|                                                                                              | 20 باني                              | 25 مم                                | 7 غ                                  | نحاس 75%، نيكل 25%                   | ملساء                                | القيمة، سنة السك، وردتان                                                     | التاج الملكي، اسم الدولة على شريط                                                  | 1905                                 |                                      |                                      |
|                                                                                              | 1 ليو                                | 23 مم                                | 5 غ                                  | فضة 83.5%، نحاس 16.5%                | مشرشرة                               | القيمة، "CAROL I DOMNUL ROMANIEI" ("كارول الأول، أمير رومانيا")، صورة للأمير | "1866 - 1906"، "CAROL I REGE AL ROMANIEI" ("كارول الأول، ملك رومانيا")، صورة للملك | 1881                                 |                                      | 19 ديسمبر 1931                       |
|                                                                                              | 5 ليو                                | 38 مم                                | 25 غ                                 | فضة 90%، نحاس 10%                    | مشرشرة                               | القيمة، "CAROL I DOMNUL ROMANIEI" ("كارول الأول، أمير رومانيا")، صورة للأمير | "1866 - 1906"، "CAROL I REGE AL ROMANIEI" ("كارول الأول، ملك رومانيا")، صورة للملك | 1880                                 |                                      | 19 ديسمبر 1931                       |
| هذه الصور هي بمقياس 2.5 بكسل لكل ملم. For table standards, see the coin specification table. |                                      |                                      |                                      |                                      |                                      |                                                                              |                                                                                    |                                      |                                      |                                      |

| العملات الأولى من الليو – سلسلة 1910                                                         | العملات الأولى من الليو – سلسلة 1910 | العملات الأولى من الليو – سلسلة 1910 | العملات الأولى من الليو – سلسلة 1910 | العملات الأولى من الليو – سلسلة 1910 | العملات الأولى من الليو – سلسلة 1910 | العملات الأولى من الليو – سلسلة 1910                  | العملات الأولى من الليو – سلسلة 1910                                | العملات الأولى من الليو – سلسلة 1910 | العملات الأولى من الليو – سلسلة 1910 | العملات الأولى من الليو – سلسلة 1910 |
| صورة                                                                                         | القيمة                               | المعايير التقنية                     | المعايير التقنية                     | المعايير التقنية                     | الوصف                                | الوصف                                                 | الوصف                                                               | التاريخ                              | التاريخ                              | التاريخ                              |
| صورة                                                                                         | القيمة                               | القطر                                | الكتلة                               | التركيب                              | الحافة                               | الوجه الأمامي                                         | الوجه الخلفي                                                        | أول سك                               | السحب من التداول                     | المدة                                |
| -------------------------------------------------------------------------------------------- | ------------------------------------ | ------------------------------------ | ------------------------------------ | ------------------------------------ | ------------------------------------ | ----------------------------------------------------- | ------------------------------------------------------------------- | ------------------------------------ | ------------------------------------ | ------------------------------------ |
|                                                                                              | 50 باني                              | 18 مم                                | 2.5 غ                                | فضة 83.5%، نحاس 16.5%                | مشرشرة                               | اسم الدولة، القيمة، سنة السك، غصن زيتون، التاج الملكي | "CAROL I REGE AL ROMANIEI" ("كارول الأول، ملك رومانيا")، صورة للملك | 1910                                 |                                      | 19 ديسمبر 1931                       |
|                                                                                              | 1 ليو                                | 23 مم                                | 5 غ                                  | فضة 83.5%، نحاس 16.5%                | مشرشرة                               | اسم الدولة، القيمة، سنة السك، امرأة فلاحية            | "CAROL I REGE AL ROMANIEI" ("كارول الأول، ملك رومانيا")، صورة للملك | 1910                                 |                                      | 19 ديسمبر 1931                       |
|                                                                                              | 2 ليو                                | 27 مم                                | 10 غ                                 | فضة 83.5%، نحاس 16.5%                | مشرشرة                               | اسم الدولة، القيمة، سنة السك، امرأة فلاحية            | "CAROL I REGE AL ROMANIEI" ("كارول الأول، ملك رومانيا")، صورة للملك | 1910                                 |                                      | 19 ديسمبر 1931                       |
| هذه الصور هي بمقياس 2.5 بكسل لكل ملم. For table standards, see the coin specification table. |                                      |                                      |                                      |                                      |                                      |                                                       |                                                                     |                                      |                                      |                                      |

### الملك فرديناند الأول
توقف إنتاج العملات المعدنية في عام 1914، ليستأنف في عام 1921 بقطع من الألومنيوم 25 و50 باني.
| العملات الأولى من الليو – سلسلة 1921                                                         | العملات الأولى من الليو – سلسلة 1921 | العملات الأولى من الليو – سلسلة 1921 | العملات الأولى من الليو – سلسلة 1921 | العملات الأولى من الليو – سلسلة 1921 | العملات الأولى من الليو – سلسلة 1921 | العملات الأولى من الليو – سلسلة 1921 | العملات الأولى من الليو – سلسلة 1921 | العملات الأولى من الليو – سلسلة 1921 | العملات الأولى من الليو – سلسلة 1921 | العملات الأولى من الليو – سلسلة 1921 |
| صورة                                                                                         | القيمة                               | المعايير التقنية                     | المعايير التقنية                     | المعايير التقنية                     | الوصف                                | الوصف                                | الوصف                                | التاريخ                              | التاريخ                              | التاريخ                              |
| صورة                                                                                         | القيمة                               | القطر                                | الكتلة                               | التركيب                              | الحافة                               | الوجه الأمامي                        | الوجه الخلفي                         | أول سك                               | السحب من التداول                     | المدة                                |
| -------------------------------------------------------------------------------------------- | ------------------------------------ | ------------------------------------ | ------------------------------------ | ------------------------------------ | ------------------------------------ | ------------------------------------ | ------------------------------------ | ------------------------------------ | ------------------------------------ | ------------------------------------ |
|                                                                                              | 25 باني                              | 19 مم                                | 0.896 غ                              | ألومنيوم                             | ملساء                                | القيمة، التاج الملكي                 | نسر، اسم الدولة، سنة السك            | 1921                                 |                                      |                                      |
|                                                                                              | 50 باني                              | 21 مم                                | 1.203 غ                              | ألومنيوم                             | ملساء                                | القيمة، التاج الملكي                 | نسر، اسم الدولة، سنة السك            | 1921                                 |                                      |                                      |
| هذه الصور هي بمقياس 2.5 بكسل لكل ملم. For table standards, see the coin specification table. |                                      |                                      |                                      |                                      |                                      |                                      |                                      |                                      |                                      |                                      |

طُرحت عملات النيكل النحاسي فئة 1 و2 ليو في عام 1924، تلاها عملات النيكل النحاسية فئة 10، 20 و50 ليو في عام 1930.
| العملات الأولى من الليو – سلسلة 1924                                                         | العملات الأولى من الليو – سلسلة 1924 | العملات الأولى من الليو – سلسلة 1924 | العملات الأولى من الليو – سلسلة 1924 | العملات الأولى من الليو – سلسلة 1924 | العملات الأولى من الليو – سلسلة 1924 | العملات الأولى من الليو – سلسلة 1924                      | العملات الأولى من الليو – سلسلة 1924                         | العملات الأولى من الليو – سلسلة 1924 | العملات الأولى من الليو – سلسلة 1924 | العملات الأولى من الليو – سلسلة 1924                                          |
| صورة                                                                                         | القيمة                               | المعايير التقنية                     | المعايير التقنية                     | المعايير التقنية                     | الوصف                                | الوصف                                                     | الوصف                                                        | التاريخ                              | التاريخ                              | التاريخ                                                                       |
| صورة                                                                                         | القيمة                               | القطر                                | الكتلة                               | التركيب                              | الحافة                               | الوجه الأمامي                                             | الوجه الخلفي                                                 | أول سك                               | السحب من التداول                     | المدة                                                                         |
| -------------------------------------------------------------------------------------------- | ------------------------------------ | ------------------------------------ | ------------------------------------ | ------------------------------------ | ------------------------------------ | --------------------------------------------------------- | ------------------------------------------------------------ | ------------------------------------ | ------------------------------------ | ----------------------------------------------------------------------------- |
|                                                                                              | 1 ليو                                | 21 مم                                | 3.5 غ                                | نحاس 75٪، نيكل 25٪                   | مسننة                                | "BUN PENTRU 'VALUE'" ("صالح لـ 'القيمة'")، إكليل من القمح | اسم الدولة، شعار النبالة الأوسط لرومانيا، ***, سنة السك، *** | 1924                                 | 1 يونيو 1940                         | 31 مارس 1941 (غير رسمي، البنك الوطني الروماني قبل التغيير حتى منتصف عام 1942) |
|                                                                                              | 2 ليو                                | 25 مم                                | 7 غ                                  | نحاس 75٪، نيكل 25٪                   | مسننة                                | "BUN PENTRU 'VALUE'" ("صالح لـ 'القيمة'")، إكليل من القمح | اسم الدولة، شعار النبالة الأوسط لرومانيا، ***, سنة السك، *** | 1924                                 | 1 يونيو 1940                         | 31 مارس 1941 (غير رسمي، البنك الوطني الروماني قبل التغيير حتى منتصف عام 1942) |
| هذه الصور هي بمقياس 2.5 بكسل لكل ملم. For table standards, see the coin specification table. |                                      |                                      |                                      |                                      |                                      |                                                           |                                                              |                                      |                                      |                                                                               |

### الملك ميخائيل الأول (عهده الأول)
| العملات الأولى من الليو – سلسلة 1930                                                         | العملات الأولى من الليو – سلسلة 1930 | العملات الأولى من الليو – سلسلة 1930 | العملات الأولى من الليو – سلسلة 1930 | العملات الأولى من الليو – سلسلة 1930 | العملات الأولى من الليو – سلسلة 1930 | العملات الأولى من الليو – سلسلة 1930   | العملات الأولى من الليو – سلسلة 1930                                         | العملات الأولى من الليو – سلسلة 1930 | العملات الأولى من الليو – سلسلة 1930 | العملات الأولى من الليو – سلسلة 1930 |
| الصورة                                                                                       | القيمة                               | المعايير التقنية                     | المعايير التقنية                     | المعايير التقنية                     | الوصف                                | الوصف                                  | الوصف                                                                        | التاريخ                              | التاريخ                              | التاريخ                              |
| الصورة                                                                                       | القيمة                               | القطر                                | الكتلة                               | التركيب                              | الحافة                               | الوجه الأمامي                          | الوجه الخلفي                                                                 | أول سك                               | السحب من التداول                     | المدة                                |
| -------------------------------------------------------------------------------------------- | ------------------------------------ | ------------------------------------ | ------------------------------------ | ------------------------------------ | ------------------------------------ | -------------------------------------- | ---------------------------------------------------------------------------- | ------------------------------------ | ------------------------------------ | ------------------------------------ |
|                                                                                              | 5 ليو                                | 21 مم                                | 3.5 غ                                | نحاس 79٪، زنك 20٪، نيكل 1٪           | مسننة                                | القيمة، الشعار الصغير، ست نجمات خماسية | "MIHAI I REGELE ROMANIEI" ("ميهاي الأول، ملك رومانيا")، صورة الملك، سنة السك | 1930                                 | 1 يناير 1938                         | أبريل 1943                           |
|                                                                                              | 20 ليو                               | 27 مم                                | 7.5 غ                                | نحاس 79٪، زنك 20٪، نيكل 1٪           | مسننة                                | القيمة، مجموعة من الفلاحات الراقصات    | "MIHAI I REGELE ROMANIEI" ("ميهاي الأول، ملك رومانيا")، صورة الملك، سنة السك | 1930                                 | 19 ديسمبر 1931                       | 1 أبريل 1933                         |
| هذه الصور هي بمقياس 2.5 بكسل لكل ملم. For table standards, see the coin specification table. |                                      |                                      |                                      |                                      |                                      |                                        |                                                                              |                                      |                                      |                                      |

### الملك كارول الثاني
| العملات الأولى من الليو – سلسلة 1930                                                         | العملات الأولى من الليو – سلسلة 1930 | العملات الأولى من الليو – سلسلة 1930 | العملات الأولى من الليو – سلسلة 1930 | العملات الأولى من الليو – سلسلة 1930 | العملات الأولى من الليو – سلسلة 1930 | العملات الأولى من الليو – سلسلة 1930                                                               | العملات الأولى من الليو – سلسلة 1930                                   | العملات الأولى من الليو – سلسلة 1930 | العملات الأولى من الليو – سلسلة 1930 | العملات الأولى من الليو – سلسلة 1930 |
| الصورة                                                                                       | القيمة                               | المعايير التقنية                     | المعايير التقنية                     | المعايير التقنية                     | الوصف                                | الوصف                                                                                              | الوصف                                                                  | التاريخ                              | التاريخ                              | التاريخ                              |
| الصورة                                                                                       | القيمة                               | القطر                                | الكتلة                               | التركيب                              | الحافة                               | الوجه الأمامي                                                                                      | الوجه الخلفي                                                           | أول سك                               | السحب من التداول                     | المدة                                |
| -------------------------------------------------------------------------------------------- | ------------------------------------ | ------------------------------------ | ------------------------------------ | ------------------------------------ | ------------------------------------ | -------------------------------------------------------------------------------------------------- | ---------------------------------------------------------------------- | ------------------------------------ | ------------------------------------ | ------------------------------------ |
|                                                                                              | 10 ليو                               | 23 مم                                | 5 غ                                  | نحاس 79٪، زنك 20٪، نيكل 1٪           | مسننة                                | القيمة، النسر من شعار النبالة لرومانيا يحمل على درعه شعار الملك كارول الثاني، صورة الملك، سنة السك | "CAROL II REGELE ROMANILOR" ("كارول الثاني، ملك الرومانيين")، سنة السك | 1930                                 |                                      |                                      |
|                                                                                              | 20 ليو                               | 27 مم                                | 7.5 غ                                | نحاس 79٪، زنك 20٪، نيكل 1٪           | مسننة                                | القيمة، النسر من شعار النبالة لرومانيا يحمل على درعه شعار الملك كارول الثاني، صورة الملك، سنة السك | "CAROL II REGELE ROMANILOR" ("كارول الثاني، ملك الرومانيين")، سنة السك | 1930                                 |                                      |                                      |
| هذه الصور هي بمقياس 2.5 بكسل لكل ملم. For table standards, see the coin specification table. |                                      |                                      |                                      |                                      |                                      | |                                                                        |                                      |                                      |                                      |

صدرت في عام 1932، صدرت عملات فضية من فئة 100 ليو. إلا أن التضخم أدى إلى إصدار عملات فضية أصغر من فئة 250 ليو في عام 1935، ثم عملات نيكل من فئة 100 ليو في عام 1936، ثم نيكل من فئة 50 ليو في عام 1937.
| العملات الأولى من الليو – سلسلة 1932                                                         | العملات الأولى من الليو – سلسلة 1932 | العملات الأولى من الليو – سلسلة 1932 | العملات الأولى من الليو – سلسلة 1932 | العملات الأولى من الليو – سلسلة 1932 | العملات الأولى من الليو – سلسلة 1932 | العملات الأولى من الليو – سلسلة 1932     | العملات الأولى من الليو – سلسلة 1932                                               | العملات الأولى من الليو – سلسلة 1932                  | العملات الأولى من الليو – سلسلة 1932 | العملات الأولى من الليو – سلسلة 1932 |
| الصورة                                                                                       | القيمة                               | المعايير التقنية                     | المعايير التقنية                     | المعايير التقنية                     | الوصف                                | الوصف                                    | الوصف                                                                              | التاريخ                                               | التاريخ                              | التاريخ                              |
| الصورة                                                                                       | القيمة                               | القطر                                | الكتلة                               | التركيب                              | الحافة                               | الوجه الأمامي                            | الوجه الخلفي                                                                       | أول سك                                                | السحب من التداول                     | المدة                                |
| -------------------------------------------------------------------------------------------- | ------------------------------------ | ------------------------------------ | ------------------------------------ | ------------------------------------ | ------------------------------------ | ---------------------------------------- | ---------------------------------------------------------------------------------- | ----------------------------------------------------- | ------------------------------------ | ------------------------------------ |
|                                                                                              | 100 ليو                              | 31 مم                                | 14 غ                                 | فضة 50٪، نحاس 40٪، زنك 5٪، نيكل 5٪   | مسننة                                | القيمة، النسر من شعار النبالة، أغصان غار | "CAROL II REGELE ROMANILOR" ("كارول الثاني، ملك الرومانيين")، صورة الملك، سنة السك | 1932                                                  | 25 يوليو 1937                        | 28 فبراير 1938                       |
|                                                                                              | 250 ليو                              | 29 مم                                | 13.5 غ                               | فضة 75٪، نحاس 25٪                    | مسننة                                | القيمة، النسر من شعار النبالة            | "CAROL II REGELE ROMANILOR" ("كارول الثاني، ملك الرومانيين")، صورة الملك، سنة السك | 11 فبراير 1936 (صدر بعد سنة 1935 المكتوبة على العملة) | 31 أغسطس 1938                        | 15 أغسطس 1939                        |
| هذه الصور هي بمقياس 2.5 بكسل لكل ملم. For table standards, see the coin specification table. |                                      |                                      |                                      |                                      |                                      |                                          |                                                                                    |                                                       |                                      |                                      |

| العملات الأولى من الليو – سلسلة 1936                                                         | العملات الأولى من الليو – سلسلة 1936 | العملات الأولى من الليو – سلسلة 1936 | العملات الأولى من الليو – سلسلة 1936 | العملات الأولى من الليو – سلسلة 1936 | العملات الأولى من الليو – سلسلة 1936 | العملات الأولى من الليو – سلسلة 1936                                                 | العملات الأولى من الليو – سلسلة 1936                               | العملات الأولى من الليو – سلسلة 1936 | العملات الأولى من الليو – سلسلة 1936 | العملات الأولى من الليو – سلسلة 1936 |
| الصورة                                                                                       | القيمة                               | المعايير التقنية                     | المعايير التقنية                     | المعايير التقنية                     | الوصف                                | الوصف                                                                                | الوصف                                                              | التاريخ                              | التاريخ                              | التاريخ                              |
| الصورة                                                                                       | القيمة                               | القطر                                | الكتلة                               | التركيب                              | الحافة                               | الوجه الأمامي                                                                        | الوجه الخلفي                                                       | أول سك                               | السحب من التداول                     | المدة                                |
| -------------------------------------------------------------------------------------------- | ------------------------------------ | ------------------------------------ | ------------------------------------ | ------------------------------------ | ------------------------------------ | ------------------------------------------------------------------------------------ | ------------------------------------------------------------------ | ------------------------------------ | ------------------------------------ | ------------------------------------ |
|                                                                                              | 50 ليو                               | 24 مم                                | 5.83 غ                               | نيكل 97.5٪                           | مسننة                                | القيمة، الدرع الصغير من شعار النبالة يعلوه التاج الفولاذي، أوراق غار وبلوط، سنة السك | "CAROL II REGELE ROMANILOR"، صورة الملك يرتدي خوذة عسكرية احتفالية | سبتمبر 1937                          | 12 أكتوبر 1941                       | 31 ديسمبر 1941                       |
|                                                                                              | 100 ليو                              | 27 مم                                | 8.2 غ                                | نيكل 97.5٪                           | مسننة                                | القيمة، الدرع الصغير من شعار النبالة يعلوه التاج الفولاذي، أوراق غار وبلوط، سنة السك | "CAROL II REGELE ROMANILOR"، صورة الملك                            | ديسمبر 1936                          | 12 أكتوبر 1941                       | 31 ديسمبر 1941                       |
|                                                                                              | 250 ليو                              | 30 مم                                | 12 غ                                 | فضة 83.5٪، نحاس 16.5٪                | + العمل + الإيمان + الملك + الأمة    |                                                                                      | "CAROL II REGELE ROMANILOR"، صورة الملك                            | 1939                                 | 31 يوليو 1941                        | 31 أغسطس 1941                        |
| هذه الصور هي بمقياس 2.5 بكسل لكل ملم. For table standards, see the coin specification table. |                                      |                                      |                                      |                                      |                                      |                                                                                      |                                                                    |                                      |                                      |                                      |

| العملات الأولى من الليو – سلسلة 1941–1942                                                    | العملات الأولى من الليو – سلسلة 1941–1942 | العملات الأولى من الليو – سلسلة 1941–1942 | العملات الأولى من الليو – سلسلة 1941–1942 | العملات الأولى من الليو – سلسلة 1941–1942 | العملات الأولى من الليو – سلسلة 1941–1942 | العملات الأولى من الليو – سلسلة 1941–1942 | العملات الأولى من الليو – سلسلة 1941–1942 | العملات الأولى من الليو – سلسلة 1941–1942                                | العملات الأولى من الليو – سلسلة 1941–1942 | العملات الأولى من الليو – سلسلة 1941–1942 |
| الصورة                                                                                       | القيمة                                    | المعايير التقنية                          | المعايير التقنية                          | المعايير التقنية                          | الوصف                                     | الوصف                                     | الوصف                                     | التاريخ                                                                  | التاريخ                                   | التاريخ                                   |
| الصورة                                                                                       | القيمة                                    | القطر                                     | الكتلة                                    | التركيب                                   | الحافة                                    | الوجه الأمامي                             | الوجه الخلفي                              | أول سك                                                                   | السحب من التداول                          | المدة                                     |
| -------------------------------------------------------------------------------------------- | ----------------------------------------- | ----------------------------------------- | ----------------------------------------- | ----------------------------------------- | ----------------------------------------- | ----------------------------------------- | ----------------------------------------- | ------------------------------------------------------------------------ | ----------------------------------------- | ----------------------------------------- |
|                                                                                              | 1 ليو                                     | 18 مم                                     | 2.75 غ                                    | نحاس-نيكل (nickel-brass)                  | ناعمة                                     | ذرة، الفئة النقدية                        | التاج الملكي، "ROMANIA"، سنة السك         | 1 يونيو 1940 (جميع العملات المؤرخة 1938، 1939، 1940 أُصدرت فعليًا في 1940) |                                           |                                           |
| هذه الصور هي بمقياس 2.5 بكسل لكل ملم. For table standards, see the coin specification table. |                                           |                                           |                                           |                                           |                                           |                                           |                                           |                                                                          |                                           |                                           |

### الملك ميخائيل الأول (العهد الثاني)
| العملات الأولى من الليو – سلسلة 1941–1942                                                    | العملات الأولى من الليو – سلسلة 1941–1942 | العملات الأولى من الليو – سلسلة 1941–1942 | العملات الأولى من الليو – سلسلة 1941–1942 | العملات الأولى من الليو – سلسلة 1941–1942 | العملات الأولى من الليو – سلسلة 1941–1942 | العملات الأولى من الليو – سلسلة 1941–1942 | العملات الأولى من الليو – سلسلة 1941–1942             | العملات الأولى من الليو – سلسلة 1941–1942 | العملات الأولى من الليو – سلسلة 1941–1942 | العملات الأولى من الليو – سلسلة 1941–1942 |
| الصورة                                                                                       | القيمة                                    | المعايير التقنية                          | المعايير التقنية                          | المعايير التقنية                          | الوصف                                     | الوصف                                     | الوصف                                                 | التاريخ                                   | التاريخ                                   | التاريخ                                   |
| الصورة                                                                                       | القيمة                                    | القطر                                     | الكتلة                                    | التركيب                                   | الحافة                                    | الوجه الأمامي                             | الوجه الخلفي                                          | أول سك                                    | السحب                                     | المدة                                     |
| -------------------------------------------------------------------------------------------- | ----------------------------------------- | ----------------------------------------- | ----------------------------------------- | ----------------------------------------- | ----------------------------------------- | ----------------------------------------- | ----------------------------------------------------- | ----------------------------------------- | ----------------------------------------- | ----------------------------------------- |
|                                                                                              | 2 ليو                                     | 20 مم                                     | 3.2 غ                                     | زنك                                       | ناعمة                                     | إكليل، الفئة                              | "REGATUL ROMANIEI" ("مملكة رومانيا")، التاج، سنة السك | 1941                                      |                                           |                                           |
|                                                                                              | 5 ليو                                     | 23 مم                                     | 4.5 غ                                     | زنك                                       | ناعمة                                     | سنابل شوفان، الفئة                        | "REGATUL ROMANIEI" ("مملكة رومانيا")، التاج، سنة السك | 1942                                      |                                           |                                           |
|                                                                                              | 20 ليو                                    | 26 مم                                     | 6.0 غ                                     | زنك                                       | مسننة                                     | إكليل، الفئة                              | "REGATUL ROMANIEI" ("مملكة رومانيا")، التاج، سنة السك | 1942–1944                                 |                                           |                                           |
| هذه الصور هي بمقياس 2.5 بكسل لكل ملم. For table standards, see the coin specification table. |                                           |                                           |                                           |                                           |                                           |                                           |                                                       |                                           |                                           |                                           |

| العملات الأولى من الليو – سلسلة 1942                                                         | العملات الأولى من الليو – سلسلة 1942 | العملات الأولى من الليو – سلسلة 1942 | العملات الأولى من الليو – سلسلة 1942 | العملات الأولى من الليو – سلسلة 1942 | العملات الأولى من الليو – سلسلة 1942 | العملات الأولى من الليو – سلسلة 1942 | العملات الأولى من الليو – سلسلة 1942                                  | العملات الأولى من الليو – سلسلة 1942 | العملات الأولى من الليو – سلسلة 1942 | العملات الأولى من الليو – سلسلة 1942 |
| الصورة                                                                                       | القيمة                               | المعايير التقنية                     | المعايير التقنية                     | المعايير التقنية                     | الوصف                                | الوصف                                | الوصف                                                                 | التاريخ                              | التاريخ                              | التاريخ                              |
| الصورة                                                                                       | القيمة                               | القطر                                | الكتلة                               | التركيب                              | الحافة                               | الوجه الأمامي                        | الوجه الخلفي                                                          | أول سك                               | السحب                                | المدة                                |
| -------------------------------------------------------------------------------------------- | ------------------------------------ | ------------------------------------ | ------------------------------------ | ------------------------------------ | ------------------------------------ | ------------------------------------ | --------------------------------------------------------------------- | ------------------------------------ | ------------------------------------ | ------------------------------------ |
|                                                                                              | 100 ليو                              | 28 مم                                | 8.2 غ                                | فولاذ مغطى بالنيكل                   |                                      | إكليل، تاج في الأعلى، الفئة في الوسط | "MIHAI I REGELE ROMANILOR" ("ميهاي الأول ملك الرومانيين")، صورة الملك | 1943–1944                            |                                      |                                      |
|                                                                                              | 200 ليو                              | 27 مم                                | 7.5 غ                                | نحاس أصفر                            |                                      | إكليل، تاج في الأعلى، الفئة في الوسط | "MIHAI I REGELE ROMANILOR" ("ميهاي الأول ملك الرومانيين")، صورة الملك | 1945                                 |                                      |                                      |
| هذه الصور هي بمقياس 2.5 بكسل لكل ملم. For table standards, see the coin specification table. |                                      |                                      |                                      |                                      |                                      |                                      |                                                                       |                                      |                                      |                                      |

| العملات الأولى من الليو – سلسلة 1942                                                         | العملات الأولى من الليو – سلسلة 1942 | العملات الأولى من الليو – سلسلة 1942 | العملات الأولى من الليو – سلسلة 1942 | العملات الأولى من الليو – سلسلة 1942 | العملات الأولى من الليو – سلسلة 1942 | العملات الأولى من الليو – سلسلة 1942                                        | العملات الأولى من الليو – سلسلة 1942                                  | العملات الأولى من الليو – سلسلة 1942 | العملات الأولى من الليو – سلسلة 1942 | العملات الأولى من الليو – سلسلة 1942 |
| الصورة                                                                                       | القيمة                               | المعايير التقنية                     | المعايير التقنية                     | المعايير التقنية                     | الوصف                                | الوصف                                                                       | الوصف                                                                 | التاريخ                              | التاريخ                              | التاريخ                              |
| الصورة                                                                                       | القيمة                               | القطر                                | الكتلة                               | التركيب                              | الحافة                               | الوجه الأمامي                                                               | الوجه الخلفي                                                          | أول سك                               | السحب                                | المدة                                |
| -------------------------------------------------------------------------------------------- | ------------------------------------ | ------------------------------------ | ------------------------------------ | ------------------------------------ | ------------------------------------ | --------------------------------------------------------------------------- | --------------------------------------------------------------------- | ------------------------------------ | ------------------------------------ | ------------------------------------ |
|                                                                                              | 200 ليو                              | 24 مم                                | 6 غ                                  | فضة 0.835                            | "NIHIL SINE DEO"                     |                                                                             | "MIHAI I REGELE ROMANILOR" ("ميهاي الأول ملك الرومانيين")، صورة الملك | 1942                                 |                                      |                                      |
|                                                                                              | 250 ليو                              | 30 مم                                | 12 غ                                 | فضة 0.835                            |                                      |                                                                             | "MIHAI I REGELE ROMANILOR" ("ميهاي الأول ملك الرومانيين")، صورة الملك | 10 مارس 1941                         |                                      |                                      |
|                                                                                              | 500 ليو                              | 37 مم                                | 12 غ                                 | فضة 0.835                            | "PRIN STATORNICIE LA IZBÂNDĂ"        | "Ştefan cel Mare" راكعًا يحمل دير بوتنا، "مولدوفا لوي شتيفان للأبد لرومانيا" | "MIHAI I REGELE ROMANILOR" ("ميهاي الأول ملك الرومانيين")، صورة الملك | 1941                                 |                                      |                                      |
|                                                                                              | 500 ليو                              | 32 مم                                | 12 غ                                 | فضة 0.700                            |                                      |                                                                             | "MIHAI I REGELE ROMANILOR" ("ميهاي الأول ملك الرومانيين")، صورة الملك | يونيو 1944                           | 28 أغسطس 1945                        | 15 سبتمبر 1945                       |
|                                                                                              | 500 ليو                              | 30 مم                                | 10 غ                                 | نحاس أصفر                            |                                      |                                                                             | "MIHAI I REGELE ROMANILOR" ("ميهاي الأول ملك الرومانيين")، صورة الملك | 1945                                 |                                      |                                      |
| هذه الصور هي بمقياس 2.5 بكسل لكل ملم. For table standards, see the coin specification table. |                                      |                                      |                                      |                                      |                                      |                                                                             |                                                                       |                                      |                                      |                                      |

| العملات الأولى من الليو – سلسلة 1946–1947                                                    | العملات الأولى من الليو – سلسلة 1946–1947 | العملات الأولى من الليو – سلسلة 1946–1947 | العملات الأولى من الليو – سلسلة 1946–1947 | العملات الأولى من الليو – سلسلة 1946–1947 | العملات الأولى من الليو – سلسلة 1946–1947 | العملات الأولى من الليو – سلسلة 1946–1947 | العملات الأولى من الليو – سلسلة 1946–1947                             | العملات الأولى من الليو – سلسلة 1946–1947 | العملات الأولى من الليو – سلسلة 1946–1947 | العملات الأولى من الليو – سلسلة 1946–1947 |
| الصورة                                                                                       | القيمة                                    | المعايير التقنية                          | المعايير التقنية                          | المعايير التقنية                          | الوصف                                     | الوصف                                     | الوصف                                                                 | التاريخ                                   | التاريخ                                   | التاريخ                                   |
| الصورة                                                                                       | القيمة                                    | القطر                                     | الكتلة                                    | التركيب                                   | الحافة                                    | الوجه الأمامي                             | الوجه الخلفي                                                          | أول سك                                    | السحب                                     | المدة                                     |
| -------------------------------------------------------------------------------------------- | ----------------------------------------- | ----------------------------------------- | ----------------------------------------- | ----------------------------------------- | ----------------------------------------- | ----------------------------------------- | --------------------------------------------------------------------- | ----------------------------------------- | ----------------------------------------- | ----------------------------------------- |
|                                                                                              | 500 ليو                                   | 24 مم                                     | 1.5 غ                                     | ألومنيوم                                  |                                           |                                           | "MIHAI I REGELE ROMANILOR" ("ميهاي الأول ملك الرومانيين")، صورة الملك | 1946                                      | 15 أغسطس 1947                             | 15 أغسطس 1947                             |
|                                                                                              | 2000 ليو                                  | 24 مم                                     | 5.1 غ                                     | نحاس أصفر                                 |                                           |                                           | "MIHAI I REGELE ROMANILOR" ("ميهاي الأول ملك الرومانيين")، صورة الملك | 1946                                      | 15 أغسطس 1947                             | 15 أغسطس 1947                             |
|                                                                                              | 10,000 ليو                                | 27 مم                                     | 10 غ                                      | نحاس أصفر                                 |                                           |                                           | "MIHAI I REGELE ROMANILOR" ("ميهاي الأول ملك الرومانيين")، صورة الملك | 1947                                      | 15 أغسطس 1947                             | 15 أغسطس 1947                             |
|                                                                                              | 25,000 ليو                                | 32 مم                                     | 12.5 غ                                    | فضة 0.700                                 |                                           |                                           | "MIHAI I REGELE ROMANILOR" ("ميهاي الأول ملك الرومانيين")، صورة الملك | 1946                                      | 15 أغسطس 1947                             | 15 أغسطس 1947                             |
|                                                                                              | 100,000 ليو                               | 37 مم                                     | 25 غ                                      | فضة 0.700                                 |                                           |                                           | "MIHAI I REGELE ROMANILOR" ("ميهاي الأول ملك الرومانيين")، صورة الملك | 1946                                      | 15 أغسطس 1947                             | 15 أغسطس 1947                             |
| هذه الصور هي بمقياس 2.5 بكسل لكل ملم. For table standards, see the coin specification table. |                                           |                                           |                                           |                                           |                                           |                                           |                                                                       |                                           |                                           |                                           |

## ليو الثاني
في عام 1947، تصدرت العملات المعدنية قبل تنازل الملك مايكل الأول، بفئات 50 باني، 1، 2، و5 ليو.

### الملك مايكل الأول
| العملات من الليو الثاني – سلسلة 1947                                                         | العملات من الليو الثاني – سلسلة 1947 | العملات من الليو الثاني – سلسلة 1947 | العملات من الليو الثاني – سلسلة 1947 | العملات من الليو الثاني – سلسلة 1947 | العملات من الليو الثاني – سلسلة 1947 | العملات من الليو الثاني – سلسلة 1947 | العملات من الليو الثاني – سلسلة 1947                   | العملات من الليو الثاني – سلسلة 1947 | العملات من الليو الثاني – سلسلة 1947 | العملات من الليو الثاني – سلسلة 1947 |
| الصورة                                                                                       | القيمة                               | المعايير التقنية                     | المعايير التقنية                     | المعايير التقنية                     | الوصف                                | الوصف                                | الوصف                                                  | التاريخ                              | التاريخ                              | التاريخ                              |
| الصورة                                                                                       | القيمة                               | القطر                                | الكتلة                               | التركيب                              | الحافة                               | الوجه الأمامي                        | الوجه الخلفي                                           | أول سك                               | السحب                                | الانتهاء                             |
| -------------------------------------------------------------------------------------------- | ------------------------------------ | ------------------------------------ | ------------------------------------ | ------------------------------------ | ------------------------------------ | ------------------------------------ | ------------------------------------------------------ | ------------------------------------ | ------------------------------------ | ------------------------------------ |
|                                                                                              | 50 باني                              | 16 مم                                | 1.7 غ                                | نحاس-نيكل                            |                                      | الفئة                                | "ROMANIA"، تاج، سنة السك                               | 15 أغسطس 1947                        | 1948                                 | 1952                                 |
|                                                                                              | 1 ليو                                | 18 مم                                | 2.5 غ                                | نحاس أصفر                            |                                      | الفئة، سنابل قمح على الجانبين        | "ROMANIA"، شعار المملكة، غصون زيتون، سنة السك          | 15 أغسطس 1947                        | 1948                                 | 1952                                 |
|                                                                                              | 2 ليو                                | 21 مم                                | 3.5 غ                                | برونز                                |                                      | الفئة، سنابل قمح على الجانبين        | "ROMANIA"، شعار المملكة، غصون زيتون، سنة السك          | 15 أغسطس 1947                        | 1948                                 | 1952                                 |
|                                                                                              | 5 ليو                                | 23 مم                                | 1.5 غ                                | ألومنيوم                             |                                      | الفئة، سنابل قمح                     | صورة الملك ميهاي، "MIHAI I REGELE ROMANILOR"، سنة السك | 15 أغسطس 1947                        | 1948                                 | 1952                                 |
| هذه الصور هي بمقياس 2.5 بكسل لكل ملم. For table standards, see the coin specification table. |                                      |                                      |                                      |                                      |                                      |                                      |                                                        |                                      |                                      |                                      |

### جمهورية رومانيا الشعبية
بعد إنشاء جمهورية الشعب، صدرت عملات معدنية جديدة بين عامي 1948 و1952، بفئات 1، 2، 5 و20 ليو.
| عملات الليو الثاني – سلسلة 1947                                                              | عملات الليو الثاني – سلسلة 1947 | عملات الليو الثاني – سلسلة 1947 | عملات الليو الثاني – سلسلة 1947 | عملات الليو الثاني – سلسلة 1947 | عملات الليو الثاني – سلسلة 1947                      | عملات الليو الثاني – سلسلة 1947                     | عملات الليو الثاني – سلسلة 1947 | عملات الليو الثاني – سلسلة 1947 | عملات الليو الثاني – سلسلة 1947 | عملات الليو الثاني – سلسلة 1947 |
| الصورة                                                                                       | القيمة                          | المواصفات التقنية               | المواصفات التقنية               | المواصفات التقنية               | الوصف                                                | الوصف                                               | الوصف                           | التواريخ                        | التواريخ                        | التواريخ                        |
| الصورة                                                                                       | القيمة                          | القطر                           | الوزن                           | التركيب                         | الحافة                                               | الوجه الأمامي                                       | الوجه الخلفي                    | أول سك                          | السحب                           | الانتهاء                        |
| -------------------------------------------------------------------------------------------- | ------------------------------- | ------------------------------- | ------------------------------- | ------------------------------- | ---------------------------------------------------- | --------------------------------------------------- | ------------------------------- | ------------------------------- | ------------------------------- | ------------------------------- |
|                                                                                              | 1 ليو                           | 16 مم                           | 1.83 غ                          | نحاس-نيكل                       |                                                      | القيمة، سنة السك                                    | بئر نفط، شمس مشرقة              | 1948                            | 30 يناير 1952                   | 1 فبراير 1952                   |
|                                                                                              | 1 ليو                           | 16 مم                           | 0.61 غ                          | ألومنيوم                        |                                                      | القيمة، سنة السك                                    | بئر نفط، شمس مشرقة              | 1948                            | 30 يناير 1952                   | 1 فبراير 1952                   |
|                                                                                              | 2 ليو                           | 18 مم                           | 2.44 غ                          | نحاس-نيكل                       | كوز ذرة                                              | القيمة، سنة السك                                    |                                 | 1948                            | 30 يناير 1952                   | 1 فبراير 1952                   |
|                                                                                              | 2 ليو                           | 18 مم                           | 0.84 غ                          | ألومنيوم                        | كوز ذرة                                              | القيمة، سنة السك                                    |                                 | 1948                            | 30 يناير 1952                   | 1 فبراير 1952                   |
|                                                                                              | 5 ليو                           | 23 مم                           | 3.5 غ                           | برونز                           | إكليل زيتون، القيمة، سنة السك                        | شعار النبالة، "REPUBLICA POPULARA ROMANA"           |                                 | 1948                            | 30 يناير 1952                   | 1 فبراير 1952                   |
|                                                                                              | 20 ليو                          | 26 مم                           | 1.5 غ                           | ألومنيوم                        | حداد يعمل بالمطرقة والسندان، مصنع في الخلفية، القيمة | شعار النبالة، "REPUBLICA POPULARA ROMANA"، سنة السك |                                 | 1948                            | 30 يناير 1952                   | 1 فبراير 1952                   |
| هذه الصور هي بمقياس 2.5 بكسل لكل ملم. For table standards, see the coin specification table. |                                 |                                 |                                 |                                 |                                                      |                                                     |                                 |                                 |                                 |                                 |

## ليو الثالث

### جمهورية رومانيا الشعبية
طُرحت في عام 1952، عملات معدنية من فئات 1، 3، 5، 10، و25 باني، حيث سُكت العملات من برونز الألومنيوم، بينما سُكت العملات الأخرى من النيكل النحاسي. في عام 1955، أُضيفت عملات من فئة 50 باني من النيكل النحاسي.
| عملات الليو الثالث – سلسلة 1952                                                              | عملات الليو الثالث – سلسلة 1952 | عملات الليو الثالث – سلسلة 1952 | عملات الليو الثالث – سلسلة 1952 | عملات الليو الثالث – سلسلة 1952 | عملات الليو الثالث – سلسلة 1952 | عملات الليو الثالث – سلسلة 1952                      | عملات الليو الثالث – سلسلة 1952                                         | عملات الليو الثالث – سلسلة 1952 | عملات الليو الثالث – سلسلة 1952 | عملات الليو الثالث – سلسلة 1952 |
| الصورة                                                                                       | القيمة                          | المواصفات التقنية               | المواصفات التقنية               | المواصفات التقنية               | الوصف                           | الوصف                                                | الوصف                                                                   | التواريخ                        | التواريخ                        | التواريخ                        |
| الصورة                                                                                       | القيمة                          | القطر                           | الوزن                           | التركيب                         | الحافة                          | الوجه الأمامي                                        | الوجه الخلفي                                                            | أول سك                          | السحب                           | الانتهاء                        |
| -------------------------------------------------------------------------------------------- | ------------------------------- | ------------------------------- | ------------------------------- | ------------------------------- | ------------------------------- | ---------------------------------------------------- | ----------------------------------------------------------------------- | ------------------------------- | ------------------------------- | ------------------------------- |
|                                                                                              | 1 بان                           | 16 مم                           | 1.0 غ                           | برونز ألمنيوم                   | ناعمة                           | القيمة، سنة السك                                     | شعار النبالة                                                            | 28 يناير 1952                   | 1 يناير 1997                    | 16 يناير 1997                   |
|                                                                                              | 3 باني                          | 18 مم                           | 2.0 غ                           | برونز ألمنيوم                   | ناعمة                           | القيمة، سنة السك                                     | شعار النبالة                                                            | 28 يناير 1952                   | 1 يناير 1997                    | 16 يناير 1997                   |
|                                                                                              | 5 باني                          | 20 مم                           | 2.4 غ                           | برونز ألمنيوم                   | ناعمة                           | القيمة، سنة السك                                     | شعار النبالة                                                            | 28 يناير 1952                   | 1 يناير 1997                    | 16 يناير 1997                   |
|                                                                                              | 10 باني                         | 17 مم                           | 1.8 غ                           | نحاس-نيكل                       | ناعمة                           | إكليل زيتون، سنة السك، القيمة                        | شعار النبالة، الجمهورية الشعبية الرومانية أو الجمهورية الشعبية الرومينة | 28 يناير 1952                   | 1 يناير 1997                    | 16 يناير 1997                   |
|                                                                                              | 25 باني                         | 22 مم                           | 3.6 غ                           | نحاس-نيكل                       | ناعمة                           | إكليل زيتون، سنة السك، القيمة                        | شعار النبالة، الجمهورية الشعبية الرومانية أو الجمهورية الشعبية الرومينة | 28 يناير 1952                   | 1 يناير 1997                    | 16 يناير 1997                   |
|                                                                                              | 50 باني                         | 25 مم                           | 4.55 غ                          | نحاس-نيكل                       | ناعمة                           | حداد يعمل بالمطرقة والسندان، مصنع في الخلفية، القيمة | شعار النبالة، الجمهورية الشعبية الرومانية، سنة السك                     | 1955                            | 1 يناير 1997                    | 16 يناير 1997                   |
| هذه الصور هي بمقياس 2.5 بكسل لكل ملم. For table standards, see the coin specification table. |                                 |                                 |                                 |                                 |                                 |                                                      |                                                                         |                                 |                                 |                                 |

طُرحت في عام 1960، عملة جديدة، تتكون من 15 و25 باني، ثم أُضيفت عملات من فئات 5 باني و1، و3 ليو في عام 1963. سُكت جميعها من الفولاذ المغطى بالنيكل. في عام 1975، استُبدل الفولاذ بالألمنيوم في عملات 5 و15 باني، وطُبق التغيير نفسه على عملات 25 باني في عام 1982. وطُرحت عملات من فئة 5 ليو من الألومنيوم في عام 1978.
| عملات الليو الثالث – سلسلة 1960                                                              | عملات الليو الثالث – سلسلة 1960 | عملات الليو الثالث – سلسلة 1960 | عملات الليو الثالث – سلسلة 1960 | عملات الليو الثالث – سلسلة 1960 | عملات الليو الثالث – سلسلة 1960 | عملات الليو الثالث – سلسلة 1960             | عملات الليو الثالث – سلسلة 1960                       | عملات الليو الثالث – سلسلة 1960 | عملات الليو الثالث – سلسلة 1960 | عملات الليو الثالث – سلسلة 1960 |
| الصورة                                                                                       | القيمة                          | المواصفات التقنية               | المواصفات التقنية               | المواصفات التقنية               | الوصف                           | الوصف                                       | الوصف                                                 | التواريخ                        | التواريخ                        | التواريخ                        |
| الصورة                                                                                       | القيمة                          | القطر                           | الوزن                           | التركيب                         | الحافة                          | الوجه الأمامي                               | الوجه الخلفي                                          | أول سك                          | السحب                           | الانتهاء                        |
| -------------------------------------------------------------------------------------------- | ------------------------------- | ------------------------------- | ------------------------------- | ------------------------------- | ------------------------------- | ------------------------------------------- | ----------------------------------------------------- | ------------------------------- | ------------------------------- | ------------------------------- |
|                                                                                              | 5 باني                          |                                 |                                 | فولاذ مطلي بالنيكل              | ناعمة                           | القيمة، سنة السك                            | شعار النبالة، الجمهورية الشعبية الرومانية، سنة أول سك | 1960                            | 1 يناير 1997                    | 16 يناير 1997                   |
|                                                                                              | 15 باني                         |                                 |                                 | فولاذ مطلي بالنيكل              | ناعمة                           | القيمة، أوراق زيتون                         | شعار النبالة، الجمهورية الشعبية الرومانية، سنة أول سك | 1960                            | 1 يناير 1997                    | 16 يناير 1997                   |
|                                                                                              | 25 باني                         |                                 |                                 | فولاذ مطلي بالنيكل              | ناعمة                           | القيمة، مشهد زراعي، قمح                     | شعار النبالة، الجمهورية الشعبية الرومانية، سنة أول سك | 1960                            | 1 يناير 1997                    | 16 يناير 1997                   |
|                                                                                              | 1 ليو                           |                                 |                                 | فولاذ مطلي بالنيكل              | ناعمة                           | القيمة، منظر زراعي؛ عناصر صناعية في الخلفية | شعار النبالة، الجمهورية الشعبية الرومانية، سنة أول سك | 1963                            | 1 يناير 1997                    | 16 يناير 1997                   |
|                                                                                              | 3 ليو                           |                                 |                                 | فولاذ مطلي بالنيكل              |                                 | القيمة، منظر صناعي                          | شعار النبالة، الجمهورية الشعبية الرومانية، سنة أول سك | 1963                            | 1 يناير 1997                    | 16 يناير 1997                   |
| هذه الصور هي بمقياس 2.5 بكسل لكل ملم. For table standards, see the coin specification table. |                                 |                                 |                                 |                                 |                                 |                                             |                                                       |                                 |                                 |                                 |

### جمهورية رومانيا الاشتراكية
| عملات الليو الثالث – سلسلة 1966                                                              | عملات الليو الثالث – سلسلة 1966 | عملات الليو الثالث – سلسلة 1966 | عملات الليو الثالث – سلسلة 1966 | عملات الليو الثالث – سلسلة 1966 | عملات الليو الثالث – سلسلة 1966 | عملات الليو الثالث – سلسلة 1966             | عملات الليو الثالث – سلسلة 1966                    | عملات الليو الثالث – سلسلة 1966 | عملات الليو الثالث – سلسلة 1966 | عملات الليو الثالث – سلسلة 1966 |
| الصورة                                                                                       | القيمة                          | المواصفات التقنية               | المواصفات التقنية               | المواصفات التقنية               | الوصف                           | الوصف                                       | الوصف                                              | التواريخ                        | التواريخ                        | التواريخ                        |
| الصورة                                                                                       | القيمة                          | القطر                           | الوزن                           | التركيب                         | الحافة                          | الوجه الأمامي                               | الوجه الخلفي                                       | أول سك                          | السحب                           | الانتهاء                        |
| -------------------------------------------------------------------------------------------- | ------------------------------- | ------------------------------- | ------------------------------- | ------------------------------- | ------------------------------- | ------------------------------------------- | -------------------------------------------------- | ------------------------------- | ------------------------------- | ------------------------------- |
|                                                                                              | 5 باني                          | 16 مم                           | 1.7 غ                           | فولاذ مطلي بالنيكل              | ناعمة                           | القيمة، سنة السك                            | شعار النبالة                                       | 1 نوفمبر 1966                   | 1 يناير 1997                    | 16 يناير 1997                   |
|                                                                                              | 15 باني                         | 19.5 مم                         | 2.88 غ                          | فولاذ مطلي بالنيكل              | ناعمة                           | القيمة، أوراق زيتون                         | شعار النبالة، جمهورية رومانيا الاشتراكية، سنة السك | 1 نوفمبر 1966                   | 1 يناير 1997                    | 16 يناير 1997                   |
|                                                                                              | 25 باني                         | 22 مم                           | 3.38 غ                          | فولاذ مطلي بالنيكل              | ناعمة                           | القيمة، مشهد زراعي، قمح                     | شعار النبالة، جمهورية رومانيا الاشتراكية، سنة السك | 1 نوفمبر 1966                   | 1 يناير 1997                    | 16 يناير 1997                   |
|                                                                                              | 1 ليو                           | 24.6 مم                         | 5.0 غ                           | فولاذ مطلي بالنيكل              | ناعمة                           | القيمة، منظر زراعي، عناصر صناعية في الخلفية | شعار النبالة، جمهورية رومانيا الاشتراكية، سنة السك | 1 نوفمبر 1966                   | 1 يناير 1997                    | 16 يناير 1997                   |
|                                                                                              | 3 ليو                           | 27 مم                           | 5.86 غ                          | فولاذ مطلي بالنيكل              | "~*~*"                          | القيمة، منظر صناعي                          | شعار النبالة، جمهورية رومانيا الاشتراكية، سنة السك | 1 نوفمبر 1966                   | 1 يناير 1997                    | 16 يناير 1997                   |
| هذه الصور هي بمقياس 2.5 بكسل لكل ملم. For table standards, see the coin specification table. |                                 |                                 |                                 |                                 |                                 |                                             |                                                    |                                 |                                 |                                 |

| عملات الليو الثالث – سلسلة 1975/1978/1982                                                    | عملات الليو الثالث – سلسلة 1975/1978/1982 | عملات الليو الثالث – سلسلة 1975/1978/1982 | عملات الليو الثالث – سلسلة 1975/1978/1982 | عملات الليو الثالث – سلسلة 1975/1978/1982 | عملات الليو الثالث – سلسلة 1975/1978/1982 | عملات الليو الثالث – سلسلة 1975/1978/1982 | عملات الليو الثالث – سلسلة 1975/1978/1982          | عملات الليو الثالث – سلسلة 1975/1978/1982 | عملات الليو الثالث – سلسلة 1975/1978/1982 | عملات الليو الثالث – سلسلة 1975/1978/1982 |
| الصورة                                                                                       | القيمة                                    | المواصفات التقنية                         | المواصفات التقنية                         | المواصفات التقنية                         | الوصف                                     | الوصف                                     | الوصف                                              | التواريخ                                  | التواريخ                                  | التواريخ                                  |
| الصورة                                                                                       | القيمة                                    | القطر                                     | الوزن                                     | التركيب                                   | الحافة                                    | الوجه الأمامي                             | الوجه الخلفي                                       | أول سك                                    | السحب                                     | الانتهاء                                  |
| -------------------------------------------------------------------------------------------- | ----------------------------------------- | ----------------------------------------- | ----------------------------------------- | ----------------------------------------- | ----------------------------------------- | ----------------------------------------- | -------------------------------------------------- | ----------------------------------------- | ----------------------------------------- | ----------------------------------------- |
|                                                                                              | 5 باني                                    | 16 مم                                     | 0.5 غ                                     | ألمنيوم                                   | ناعمة                                     | القيمة، سنة السك                          | شعار النبالة                                       | 1975                                      | 1 يناير 1997                              | 16 يناير 1997                             |
|                                                                                              | 15 باني                                   | 19.5 مم                                   | 1.0 غ                                     | ألمنيوم                                   | ناعمة                                     | القيمة، أوراق زيتون                       | شعار النبالة، جمهورية رومانيا الاشتراكية، سنة السك | 1975                                      | 1 يناير 1997                              | 16 يناير 1997                             |
|                                                                                              | 25 باني                                   | 22 مم                                     | 1.3 غ                                     | ألمنيوم                                   | ناعمة                                     | القيمة، مشهد زراعي، قمح                   | شعار النبالة، جمهورية رومانيا الاشتراكية، سنة السك | 1982                                      | 1 يناير 1997                              | 16 يناير 1997                             |
|                                                                                              | 5 ليو                                     | 29 مم                                     | 2.8 غ                                     | ألمنيوم                                   | "~*~*"                                    | القيمة، مشهد صناعي، قمح وتروس             | شعار النبالة، جمهورية رومانيا الاشتراكية، سنة السك | 1978                                      | 1 يناير 1997                              | 16 يناير 1997                             |
| هذه الصور هي بمقياس 2.5 بكسل لكل ملم. For table standards, see the coin specification table. |                                           |                                           |                                           |                                           |                                           |                                           |                                                    |                                           |                                           |                                           |

### رومانيا ما بعد الشيوعية
بعد نهاية النظام الشيوعي، قُدمت عملة جديدة بين عامي 1990 و1992، تتكون من 1 ليو من الفولاذ المغطى بالبرونز، 5 و10 ليو من الفولاذ المطلي بالنيكل، 20 و50 ليو من الفولاذ المغطى بالنحاس، و100 ليو من الفولاذ المطلي بالنيكل.
| عملات الليو الثالث – سلسلة 1990                                                              | عملات الليو الثالث – سلسلة 1990 | عملات الليو الثالث – سلسلة 1990 | عملات الليو الثالث – سلسلة 1990 | عملات الليو الثالث – سلسلة 1990        | عملات الليو الثالث – سلسلة 1990       | عملات الليو الثالث – سلسلة 1990                              | عملات الليو الثالث – سلسلة 1990                              | عملات الليو الثالث – سلسلة 1990 | عملات الليو الثالث – سلسلة 1990 | عملات الليو الثالث – سلسلة 1990 |
| الصورة                                                                                       | القيمة                          | المواصفات التقنية               | المواصفات التقنية               | المواصفات التقنية                      | الوصف                                 | الوصف                                                        | الوصف                                                        | التواريخ                        | التواريخ                        | التواريخ                        |
| الصورة                                                                                       | القيمة                          | القطر                           | الوزن                           | التركيب                                | الحافة                                | الوجه الأمامي                                                | الوجه الخلفي                                                 | أول سك                          | السحب                           | الانتهاء                        |
| -------------------------------------------------------------------------------------------- | ------------------------------- | ------------------------------- | ------------------------------- | -------------------------------------- | ------------------------------------- | ------------------------------------------------------------ | ------------------------------------------------------------ | ------------------------------- | ------------------------------- | ------------------------------- |
|                                                                                              | 1 ليو                           | 19 مم                           | 2.50 غ                          | فولاذ مطلي بالنحاس                     | ناعمة                                 | القيمة، أوراق البلوط، قمح                                    | شارة المصرف الوطني، اسم الدولة، سنة السك، أوراق البلوط       | 1992                            | 1 يوليو 2005                    | غير محدد                        |
|                                                                                              | 1 ليو                           | 19 مم                           | 2.50 غ                          | فولاذ مطلي بالنحاس                     | ناعمة                                 | القيمة، اسم الدولة، قمح                                      | شعار النبالة، سنة السك                                       | 1993                            | 1 يناير 2007                    | غير محدد                        |
|                                                                                              | 5 ليو                           | 21 مم                           | 3.35 غ                          | فولاذ مطلي بالنيكل                     | ناعمة                                 | اسم الدولة، القيمة، أوراق البلوط                             | شعار النبالة، سنة السك                                       | 1992                            | 1 يوليو 2003                    | 1 يوليو 2004                    |
|                                                                                              | 10 ليو                          | 23 مم                           | 4.65 غ                          | فولاذ مطلي بالنيكل                     | "~ ♦ ~ ♦ ~ ♦"                         | القيمة، سنة السك، أوراق زيتون                                | علم رومانيا، اسم الدولة، "22 ديسمبر 1989"                    | 26 ديسمبر 1990                  | 1 يوليو 2003                    | 1 يوليو 2004                    |
|                                                                                              | 10 ليو                          | 23 مم                           | 5 غ                             | فولاذ مطلي بالنيكل                     | ناعمة                                 | اسم الدولة، القيمة، أوراق زيتون                              | شعار النبالة، سنة السك                                       | 1992                            | 1 يوليو 2003                    | 1 يوليو 2004                    |
|                                                                                              | 20 ليو                          | 24 مم                           | 5 غ                             | فولاذ مطلي بالنحاس الأصفر              | ناعمة                                 | القيمة، أوراق البلوط، سنة السك                               | شتيفان الكبير، اسم الدولة، "ȘTEFAN CEL MARE"                 | 9 سبتمبر 1991                   | 1 يوليو 2003                    | 1 يوليو 2004                    |
|                                                                                              | 50 ليو                          | 26 مم                           | 5.9 غ                           | فولاذ مطلي بالنحاس الأصفر              | ناعمة                                 | القيمة، أوراق زيتون، سنة السك                                | ألكسندرو إيوان كوزا، اسم الدولة، "ALEXANDRU IOAN CUZA"       | 9 سبتمبر 1991                   | 1 يوليو 2003                    | 1 يوليو 2004                    |
|                                                                                              | 100 ليو                         | 29.1 مم                         | 8.75 غ                          | فولاذ مطلي بالنيكل                     | "ROMANIA *** ROMANIA *** ROMANIA ***" | القيمة، أوراق بلوط، أوراق زيتون، سنة السك                    | ميهاي الفاتح، اسم الدولة، "MIHAI VITEAZUL"                   | 1 ديسمبر 1991                   | 1 يناير 2007                    | غير محدد                        |
|                                                                                              | 500 ليو                         | 25 مم                           | 3.75 غ                          | سبيكة من المغنيسيوم والألمنيوم (AlMg3) | "ROMANIA ♦ ROMANIA ♦ ROMANIA ♦"       | اسم الدولة، القيمة، أوراق زيتون                              | شعار النبالة، سنة السك، أوراق زيتون                          | 15 مارس 1999                    | 1 يناير 2007                    | غير محدد                        |
|                                                                                              | 500 ليو                         | 25 مم                           | 3.75 غ                          | سبيكة من المغنيسيوم والألمنيوم (AlMg3) | "ROMANIA ♦ ROMANIA ♦ ROMANIA ♦"       | اسم الدولة، القيمة، شعار النبالة، سنة السك، القمر يحجب الشمس | "الكسوف الكلي للشمس 11 أغسطس 1999"، تمثيل رمزي للكسوف، "99"  | 11 أغسطس 1999                   | 1 يناير 2007                    | غير محدد                        |
|                                                                                              | 1,000 ليو                       | 22.2 مم                         | 2 غ                             | سبيكة من المغنيسيوم والألمنيوم (AlMg3) | ناعمة ومسطحة بالتناوب                 | اسم الدولة، القيمة، سنة السك، شعار النبالة                   | كونستانتين برانكوفينو، سنوات الحكم، "CONSTANTIN BRANCOVEANU" | 2000                            | 1 يناير 2007                    | غير محدد                        |
|                                                                                              | 5,000 ليو                       | 23.5 مم مُثَمَّن الأضلاع            | 2.50 غ                          | سبيكة من المغنيسيوم والألمنيوم (AlMg3) | اثنا عشر جانبًا ناعماً                  | اسم الدولة، القيمة                                           | شعار النبالة، سنة السك، أوراق زخرفية                         | 2001                            | 1 يناير 2007                    | غير محدد                        |
| هذه الصور هي بمقياس 2.5 بكسل لكل ملم. For table standards, see the coin specification table. |                                 |                                 |                                 |                                        |                                       |                                                              |                                                              |                                 |                                 |                                 |

مع تفاقم التضخم، طُرحت عملات معدنية من فئة 500، 1000 و5000 ليو في أعوام 1999، 2000 و2001 على التوالي، وكانت العملات الوحيدة المتداولة عند إعادة التقييم. وُجهت إليها انتقادات لكونها غير عملية ويصعب استخدامها. كانت عملات فئة 500 ليو سميكة جدًا (حوالي 0.3 سم). على الرغم من صغر قيمتها، لم يكن يكفي سوى حفنة منها لملء الجيب. كما أنها مصنوعة من مواد رديئة، يمكن العثور عليها أحيانًا وعليها آثار عض. اعتُبرت عملة الألف ليو صغيرة جدًا ورخيصة الثمن، بينما لم تكن عملة الـ 5000 ليو دائرية (كانت اثني عشرية الشكل). هذا جعل التعامل معها صعبًا واستخدامها في ماكينات القمار، كانت في كثير من الأحيان العملة الوحيدة المقبولة. أصبحت عملات الـ 500، 1000 و5000 ليو تساوي 5، 10 و50 باني مع إعادة التقييم.

## ليو الرابع
طُرحت في عام 2005، العملات المعدنية التالية للتداول:
| عملات الليو الجديد (سلسلة 2005)                                                              | عملات الليو الجديد (سلسلة 2005) | عملات الليو الجديد (سلسلة 2005) | عملات الليو الجديد (سلسلة 2005) | عملات الليو الجديد (سلسلة 2005) | عملات الليو الجديد (سلسلة 2005)  | عملات الليو الجديد (سلسلة 2005)                  | عملات الليو الجديد (سلسلة 2005)                                                                            | عملات الليو الجديد (سلسلة 2005)                                                                                   | عملات الليو الجديد (سلسلة 2005) | عملات الليو الجديد (سلسلة 2005) |
| الصورة                                                                                       | القيمة                          | المواصفات التقنية               | المواصفات التقنية               | المواصفات التقنية               | المواصفات التقنية                | الوصف                                            | الوصف | الوصف | التاريخ                         | التاريخ                         |
| الصورة                                                                                       | القيمة                          | القطر                           | السمك                           | الوزن                           | التركيب                          | الحافة                                           | الوجه الأمامي                                                                                              | الوجه الخلفي | أول سك                          | الإصدار                         |
| -------------------------------------------------------------------------------------------- | ------------------------------- | ------------------------------- | ------------------------------- | ------------------------------- | -------------------------------- | ------------------------------------------------ | --- | --- | ------------------------------- | ------------------------------- |
|                                                                                              | 1 بان ‏                          | 16.75 مم                        | 1.6 مم                          | 2.4 غ                           | فولاذ مطلي بالنحاس الأصفر        | ناعمة                                            | شعار النبالة، اسم الدولة، سنة السك                                                                         | القيمة | 2005                            | 1 يوليو 2005                    |
|                                                                                              | 5 بان ‏                          | 18.25 مم                        | 1.6 مم                          | 2.8 غ                           | فولاذ مطلي بالنحاس               | مسننة (102 سنًا)                                  | شعار النبالة، اسم الدولة، سنة السك                                                                         | القيمة | 2005                            | 1 يوليو 2005                    |
|                                                                                              | 10 بان ‏                         | 20.50 مم                        | 1.8 مم                          | 4.0 غ                           | فولاذ مطلي بالنيكل               | حواف ناعمة ومسننة بالتناوب (3 مجموعات من 20 سنًا) | شعار النبالة، اسم الدولة، سنة السك                                                                         | القيمة | 2005                            | 1 يوليو 2005                    |
|                                                                                              | 50 بان                          | 23.75 مم                        | 1.9 مم                          | 6.1 غ                           | نحاس (80%)، زنك (15%)، نيكل (5%) | "ROMANIA * ROMANIA *"                            | شعار النبالة، اسم الدولة، سنة السك                                                                         | القيمة | 2005                            | 1 يوليو 2005                    |
|                                                                                              | 50 بان                          | 23.75 مم                        | 1.9 مم                          | 6.1 غ                           | نحاس (80%)، زنك (15%)، نيكل (5%) | "ROMANIA * ROMANIA *"                            | القيمة، شعار النبالة، اسم الدولة، سنة السك                                                                 | أوريل فلايكو، 1910 (أول رحلة جوية رومانية)، سنوات الولادة والوفاة                                                 | 2010                            | 25 أكتوبر 2010                  |
|                                                                                              | 50 بان                          | 23.75 مم                        | 1.9 مم                          | 6.1 غ                           | نحاس (80%)، زنك (15%)، نيكل (5%) | "ROMANIA * ROMANIA *"                            | القيمة، شعار النبالة، اسم الدولة، سنة السك، دير كوزيا                                                      | ميرتشا العجوز، 1386–1418 (سنوات الحكم)                                                                            | 2011                            | 12 سبتمبر 2011                  |
|                                                                                              | 50 بان                          | 23.75 مم                        | 1.9 مم                          | 6.1 غ                           | نحاس (80%)، زنك (15%)، نيكل (5%) | "ROMANIA * ROMANIA *"                            | القيمة، "ROMANIA"، سنة الإصدار "2012"، دير كورتي دي أرجيش، شعار النبالة                                    | نياغوي باساراب، صورة دير كورتي دي أرجيش، "1512"، "كنيسة دير كورتي دي أرجيش"                                       | 2012                            | 25 يونيو 2012                   |
|                                                                                              | 50 بان                          | 23.75 مم                        | 1.9 مم                          | 6.1 غ                           | نحاس (80%)، زنك (15%)، نيكل (5%) | "ROMANIA * ROMANIA *"                            | القيمة، "ROMANIA"، سنة الإصدار "2014"، كنيسة القديس نيكولاي الأميرية في كورتي دي أرجيش                     | فلاديسلاف الأول فلايكو، وجه وظهر عملة دوقاتية، "1364"، "VLADISLAV I VLAICU"                                       | 2014                            | 28 أبريل 2014                   |
|                                                                                              | 50 بان                          | 23.75 مم                        | 1.9 مم                          | 6.1 غ                           | نحاس (80%)، زنك (15%)، نيكل (5%) | "ROMANIA * ROMANIA *"                            | القيمة، "ROMANIA"، سنة الإصدار "2015"، شعار النبالة، "BNR50" مكتوبة 5 صفوف                                 | مبنى البنك الوطني، "10 سنوات"، "إعادة تقييم العملة الوطنية"، "2005"                                               | 2015                            | 1 يوليو 2015                    |
|                                                                                              | 50 بان                          | 23.75 مم                        | 1.9 مم                          | 6.1 غ                           | نحاس (80%)، زنك (15%)، نيكل (5%) | "ROMANIA * ROMANIA *"                            | القيمة، "ROMANIA"، سنة الإصدار "2016"، شعار النبالة، قلعة كورفين                                           | يانكو من هونيدوارا، "1441–1446" (سنوات الحكم كفويفود)                                                             | 2016                            | 4 أبريل 2016                    |
|                                                                                              | 50 بان                          | 23.75 مم                        | 1.9 مم                          | 6.1 غ                           | نحاس (80%)، زنك (15%)، نيكل (5%) | "ROMANIA * ROMANIA *"                            | القيمة، "ROMANIA"، سنة الإصدار "2017"، شعار النبالة، زخرفة برانكوفينية                                     | خريطة الاتحاد الأوروبي، "10 سنوات على الانضمام إلى الاتحاد الأوروبي"                                              | 2017                            | 19 يونيو 2017                   |
|                                                                                              | 50 بان                          | 23.75 مم                        | 1.9 مم                          | 6.1 غ                           | نحاس (80%)، زنك (15%)، نيكل (5%) | "ROMANIA * ROMANIA *"                            | القيمة، "ROMANIA"، سنة الإصدار "2018"، شعار النبالة، "الجمعية الوطنية الكبرى في ألبا يوليا"                | "100 سنة على الاتحاد العظيم"، صور شتيبان تشيتشو-بوب، جورجي بوب دي باشيستي، يوليو مانيو، فاسيلي جولديش، يوليو هوسو | 2018                            | 26 نوفمبر 2018                  |
|                                                                                              | 50 بان                          | 23.75 مم                        | 1.9 مم                          | 6.1 غ                           | نحاس (80%)، زنك (15%)، نيكل (5%) | "ROMANIA * ROMANIA *"                            | القيمة، "ROMANIA"، سنة الإصدار "2019"، شعار النبالة، الكنائس التي زارها البابا فرنسيس                      | البابا فرنسيس، شعاره، "الزيارة الرسولية لقداسته البابا فرنسيس إلى رومانيا"، "لنمضِ معًا!"، "31 مايو - 2 يونيو"      | 2019                            | 30 مايو 2019                    |
|                                                                                              | 50 بان                          | 23.75 مم                        | 1.9 مم                          | 6.1 غ                           | نحاس (80%)، زنك (15%)، نيكل (5%) | "ROMANIA * ROMANIA *"                            | القيمة، "ROMANIA"، سنة الإصدار "2019"، شعار النبالة، زيارة الملك فرديناند الأول والملكة ماريا لترانسلفانيا | الملك فرديناند الأول، "فرديناند الأول الموحد"                                                                     | 2019                            | 27 أغسطس 2019                   |
|                                                                                              | 50 بان                          | 23.75 مم                        | 1.9 مم                          | 6.1 غ                           | نحاس (80%)، زنك (15%)، نيكل (5%) | "ROMANIA * ROMANIA *"                            | القيمة، "ROMANIA"، سنة الإصدار "2019"، شعار النبالة، زيارة ميدانية للملك فرديناند الأول والملكة ماريا      | الملكة ماريا، "الملكة ماريا"                                                                                      | 2019                            | 27 أكتوبر 2019                  |
|                                                                                              | 50 بان                          | 23.75 مم                        | 1.9 مم                          | 6.1 غ                           | نحاس (80%)، زنك (15%)، نيكل (5%) | "ROMANIA * ROMANIA *"                            | القيمة، "ROMANIA"، سنة الإصدار "2019"، شعار النبالة، صبي يحمل علماً مثقوباً، يرفع علامة النصر                | "ثورة ديسمبر 1989"، مشهد من الثورة (دبابة في ميدان الثورة)                                                        | 2019                            | 16 ديسمبر 2019                  |
| هذه الصور هي بمقياس 2.5 بكسل لكل ملم. For table standards, see the coin specification table. |                                 |                                 |                                 |                                 |                                  |                                                  | | |                                 |                                 |